# Titularbistum Zeugma in Mesopotamia
Zeugma in Mesopotamia (ital.: Zeugma di Mesopotamia) ist ein ehemaliges Titularbistum der römisch-katholischen Kirche.
Es geht zurück auf einen untergegangenen Bischofssitz in der gleichnamigen antiken Stadt, die in der römischen Provinz Mesopotamia lag. Der Bischofssitz war der Kirchenprovinz Amida zugeordnet.
| Titularbischöfe von Zeugma in Mesopotamia |                |                                     |               |              |
| Nr.                                       | Name           | Amt                                 | von           | bis          |
| 1                                         | Raffaele Rossi | Koadjutorbischof von Bova (Italien) | 18. März 1895 | 8. Juli 1895 |